# Денисенко Григорій Кирилович
Григо́рій Кири́лович Денисе́нко (10 травня 1921 — 20 березня 2011) — радянський військовий льотчик, у роки Другої світової війни — штурман ескадрильї 235-го штурмового авіаційного полку 264-ї штурмової авіаційної дивізії 5-го штурмового авіаційного корпусу 5-ї повітряної армії, лейтенант. Герой Радянського Союзу (1946).

## Життєпис
Народився в селі Бабенкове, нині Ізюмського району Харківської області, в селянській родині. Українець. Дитячі роки провів у селі Хрестище Слов'янського району Донецької області. Закінчив середню школу і Слов'янський аероклуб у 1940 році.
До лав РСЧА призваний Слов'янським РВК 29 грудня 1940 року. У 1943 році закінчив Ворошиловградську військову авіаційну школу льотчиків. Учасник німецько-радянської війни з жовтня 1943 року. Воював на 1-му та 2-му Українських фронтах. Член ВКП(б) з 1944 року.
Всього за роки війни заступник командира ескадрильї — штурман ескадрильї 235-го штурмового авіаційного полку старший лейтенант Г. К. Денисенко здійснив 185 бойових вильотів на штурмовикові Іл-2 у складних метеоумовах. Провів 29 повітряних боїв.
Після закінчення війни продовжив військову службу у лавах ВПС СРСР. У 1953 році закінчив Курси удосконалення командного складу. У 1957 році полковник Г. К. Денисенко вийшов у запас, згодом — у відставку.
Мешкав у місті Гомель (Білорусь). До виходу на пенсію працював старшим інженером на заводі «Електроапаратура».
Похований на Рандовському кладовищі Гомеля.

## Нагороди і почесні звання
Указом Президії Верховної Ради СРСР від 15 травня 1946 року за зразкове виконання бойових завдань командування на фронті боротьби з німецькими загарбниками та виявлені при цьому відвагу і героїзм, лейтенантові Денисенку Григорію Кириловичу присвоєне звання Героя Радянського Союзу з врученням ордена Леніна і медалі «Золота Зірка» (№ 9045).
Також нагороджений білоруським орденом «За службу Батьківщині» 3-го ступеня (15.04.1999), українським орденом «За заслуги» 3-го ступеня, радянськими двома орденами Червоного Прапора (23.02.1944, 05.09.1944), орденом Олександра Невського (31.12.1944), трьома орденами Вітчизняної війни 1-го ступеня (08.06.1945, 13.06.1945, 11.03.1985), орденами Червоної Зірки (…), Слави 3-го ступеня (24.11.1943) і медалями.
Почесний громадянин Гомельської області, Білорусь (06.2006). Почесний громадянин міста Гомеля. Почесний льотчик Збройних сил Республіки Білорусь.

## Вшанування пам'яті
У 2011 році на фасаді будинку № 38 по вулиці Радянській у Гомелі, в якому мешкав Г. К. Денисенко, встановлено меморіальну дошку.